# قصر العلوه
قصر العلوه هو  بناء بيزنطي قديم في سوريا ما زال معمورا ومسكونا إلى اليوم سكنه في العصر الحديث خلال القرن الثامن عشر عائلات تنتسب إلى جد واحد اسمه مرعي فاضافوا إليه عدد من الغرف